# Kospi

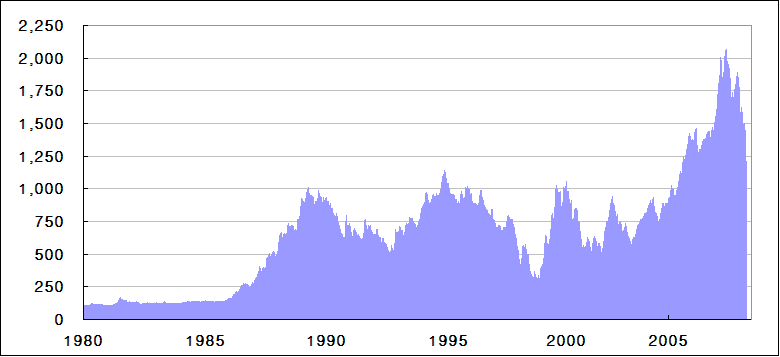
Évolution historique de l'indice

Le Korea Composite Stock Price Index ou Kospi est le principal indice boursier de la Corée du Sud. Il a été créé en 1983 en prenant pour base 100 à la date du 4 janvier 1980. Son lancement par la Bourse de Séoul a lieu au cours d'un mouvement général de recherche de la performance boursière par la diversification géographique des portefeuilles boursiers.

## Corrélation avec les autres bourses
Les performances annuelles de l'indice Kospi se sont rapprochées de celles du Dow Jones, du DAX, du CAC 40 et du Footsie, les grands marchés boursiers étant de plus en plus dépendants les uns des autres depuis une quinzaine d'années.

## Composition de l'indice Kospi
En août 2007, l'indice comptait plus de 700 sociétés, dont (Top 10):
- Samsung Electronics (005930)
- POSCO (005490)
- Hyundai Heavy Industries (009540)
- Kookmin Bank (060000)
- Korea Electric Power (015760)
- Shinhan Financial Group (055550)
- SK Telecom (017670)
- Woori Finance Holdings (053000)
- LG.Philips LCD (034220)
- Hyundai Motor (005380)